# Ботов Валеріан Володимирович
Валеріан Володимирович Ботов (нар. 1904, місто Темников Тамбовської губернії, тепер Республіка Мордовія, Російська Федерація — 15 грудня 1970, місто Воронеж, Російська Федерація) — радянський партійний діяч, 1-й секретар Ліскинського районного комітету ВКП(б) Воронезької області, 2-й секретар Ізмаїльського обкому КП(б)У.

## Біографія
Народився в листопаді 1904 року в родині службовця-пакувальника пошти та швачки. Батько помер у 1908 році.
З серпня 1915 до грудня 1917 року — газетяр, учень палітурника Державного видавництва ранкових і вечірніх телеграм; учень палітурника приватної друкарні Файнберга в місті Кірсанові Тамбовської губернії.
У січні 1918 — серпні 1923 року — палітурник державної друкарні в місті Кірсанові. У 1923 році вступив до комсомолу.
У вересні 1923 — червні 1924 року — слухач Тамбовської губернської радпартшколи.
У червні 1924 — січні 1925 року — палітурник державної друкарні в місті Кірсанові.
У січні 1925 — грудні 1926 року — заступник секретаря Кірсановского повітового комітету ВЛКСМ.
Член РКП(б) з 1925 року.
З січня до березня 1927 року — голова заводського комітету олійного заводу села Інжавіно Кірсановського повіту.
У квітні 1927 — липні 1928 року — відповідальний секретар Іноковського волосного комітету ВКП(б) Кірсановського повіту.
У липні 1928 — вересні 1929 року — голова Кірсановського районного відділу Спілки працівників освіти.
У вересні 1929 — серпні 1930 року — секретар Алгасовського районного комітету ВКП(б) Тамбовського округу.
З вересня 1930 до серпня 1931 року навчався в Комвузі Центрально-Чорноземної області (ЦЧО) РРФСР. З вересня 1931 до серпня 1932 року — слухач підготовчого відділення аспірантури при Комвузі ЦЧО. З вересня 1932 до лютого 1933 року навчався в Комвузі ЦЧО (Інституті марксизму-ленінізму) в місті Воронежі.
У березні 1933 — грудні 1934 року — заступник начальника політичного відділу із партійно-масової роботи Тамбовської машинно-тракторної станції (МТС).
У січні 1935 — січні 1936 року — 2-й секретар Єлань-Коленського районного комітету ВКП(б) Воронезької області.
У січні 1936 — лютому 1938 року — 2-й секретар Лосєвського районного комітету ВКП(б) Воронезької області.
У березні 1938 — лютому 1939 року — 1-й секретар Ліскинського районного комітету ВКП(б) Воронезької області.
У лютому 1939 — березні 1941 року — секретар Воронезького обласного комітету ВКП(б) з кадрів.
У квітні 1941 — червні 1942 року — секретар Джамбульського обласного комітету КП(б) Казахстану з кадрів.
У червні 1942 — травні 1944 року — 2-й секретар Павлодарського обласного комітету КП(б) Казахстану.
У червні 1944 — жовтні 1945 року — 2-й секретар Ізмаїльського обласного комітету КП(б)У.
З жовтня 1945 до січня 1948 року — заступник голови виконавчого комітету Херсонської обласної ради депутатів трудящих.
У січні 1948 — липні 1949 року — начальник управління річкового транспорту при виконавчому комітеті Воронезької обласної ради депутатів трудящих.
У 1948 році закінчив заочно Вищу партійну школу при ЦК ВКП(б).
У липні 1949 — січні 1951 року — заступник голови виконавчого комітету Воронезької обласної ради депутатів трудящих.
У січні 1951 — червні 1953 року — завідувач Воронезького обласного відділу культурно-освітньої роботи.
З червня 1953 року — заступник начальника Воронезького обласного управління культури.
До лютого 1962 року — голова Воронезької обласної професійної спілки працівників державних установ.
З лютого 1962 року — персональний пенсіонер союзного значення в місті Воронежі. Був позаштатним інструктором ЦК професійної спілки працівників державних установ.

## Нагороди
- ордени
- медаль «За перемогу над Німеччиною у Великій Вітчизняній війні 1941—1945 рр.»
- медаль «За доблесну працю у Великій Вітчизняній війні 1941—1945 рр.»